# Jura Sud Lavans
El Jura Sud Foot, también conocido como Jura Sud Lavans, es un equipo de fútbol de Francia que juega en el Championnat National 3, la quinta liga de fútbol más importante del país.

## Historia
Fue fundado en el año 1991 en la ciudad de Levens a raíz de la fusión de los equipos AS Moirans-en-Montagne (fundado en 1920), CS Molinges / Chassal (fundado en 1940) y Agreement Lavans-lès-Saint-Claude/Saint-Lupicin (fundado en 1985). En el año 2009 se fusionaron con el St Claude Val Biel.

## Jugadores

### Jugadores destacados
- Jean-Marc Pilorget